# Дом-музей И. С. Никитина
Дом-музей И. С. Никитина — учреждение культуры литературно-исторического профиля в городе Воронеже.
Экспозиция музея посвящена русскому поэту И. С. Никитину (1824—1861), родившемуся, жившему, работавшему и умершему в Воронеже. Находится по адресу ул. Никитинская, д. 19А. Входит как подразделение в структуру Воронежского областного литературного музея им. И. С. Никитина. Директор музея — С. А. Деркачёва.
Помимо основной работы музей устраивает разноплановые литературные мероприятия.

## История
Музей открыт в помещениях постоялого двора Никитиных 1846 года постройки.
Сюда в гости к И. С. Никитину в разные годы приходили художник И. Н. Крамской, историк и статистик Н. И. Второв и другие видные деятели русской культуры. Здесь поэт жил до конца своих дней.
В 1922 году дом и усадьба были национализированы. Обветшавший деревянный дом разобрали, а на его месте выстроили точную кирпичную копию прежнего здания. 
Экспозиция открыта 4 октября 1924 года, к 100-летнему юбилею со дня рождения Ивана Саввича Никитина. Создателем музея выступил А. М. Путинцев.
Во время боёв за Воронеж в годы Великой Отечественной войны музей сильно пострадал, здание было частично разрушено, но после освобождения города восстановление музея прошло одним из первых, и 10 октября 1944 года была открыта первая выставка. В 1955 и 2014 годах в музее проводились реставрационные работы. Мемориальная доска И. С. Никитину на здании музея взамен утраченной в годы войны была восстановлена в 1956 году.
На территории музея устроен небольшой сквер; в 1964 году установлен гранитный памятник И. С. Никитину (авторы А. С. Мещеряков и Б. С. Шемардин).

## Экспозиция
Зал 1. Зал рассказывает о детстве и юности поэта. Представлены работы воронежских художников Бориса Тимина, Ксении Успенской, Николая Терпсихорова, Раисы Москаленко на темы сюжетов детских и школьных лет Ивана Никитина.
Зал 2. Открыт в мемориальной комнате поэта, воссозданы интерьеры мещанско-купеческого дома середины XIX века. Представлены личные вещи поэта: ломберный стол, кресло без спинки и латунные часы в виде «колокола».
Зал 3. Третий зал отражает биографию и творчество поэта. Выставлены картины «Музыкальный вечер у Второва» Василия Криворучко, «И. Н. Крамской в гостях у И. С. Никитина» и «Никитин в книжном магазине» Григория Гончарова.
Зал 4. Рассказывает о литературной и просветительской деятельности Ивана Никитина, о его публикациях в известных российских журналах и прижизненных изданиях поэта, увлечениях, друзьях, об открытии магазина и библиотеки, о первом памятнике Никитину и о историю дома-музея. Представлены редкие книги, ноты XIX века и фотографии, сургучная печать книжной лавки поэта и другое.
Дворовые постройки. Предметы мещанско-купеческого быта: старинные весы, ухват и сковородник, посуда и т. д. представлены на веранде. Устроена инсталляция — навес, показывающая обстановку на постоялых дворах России XIX века. Представлены деревянные сани и телеги, элементы русской конской сбруи, а также предметы повседневного обихода: весы—"безмен", ступа, коромысла и другое.

## Галерея

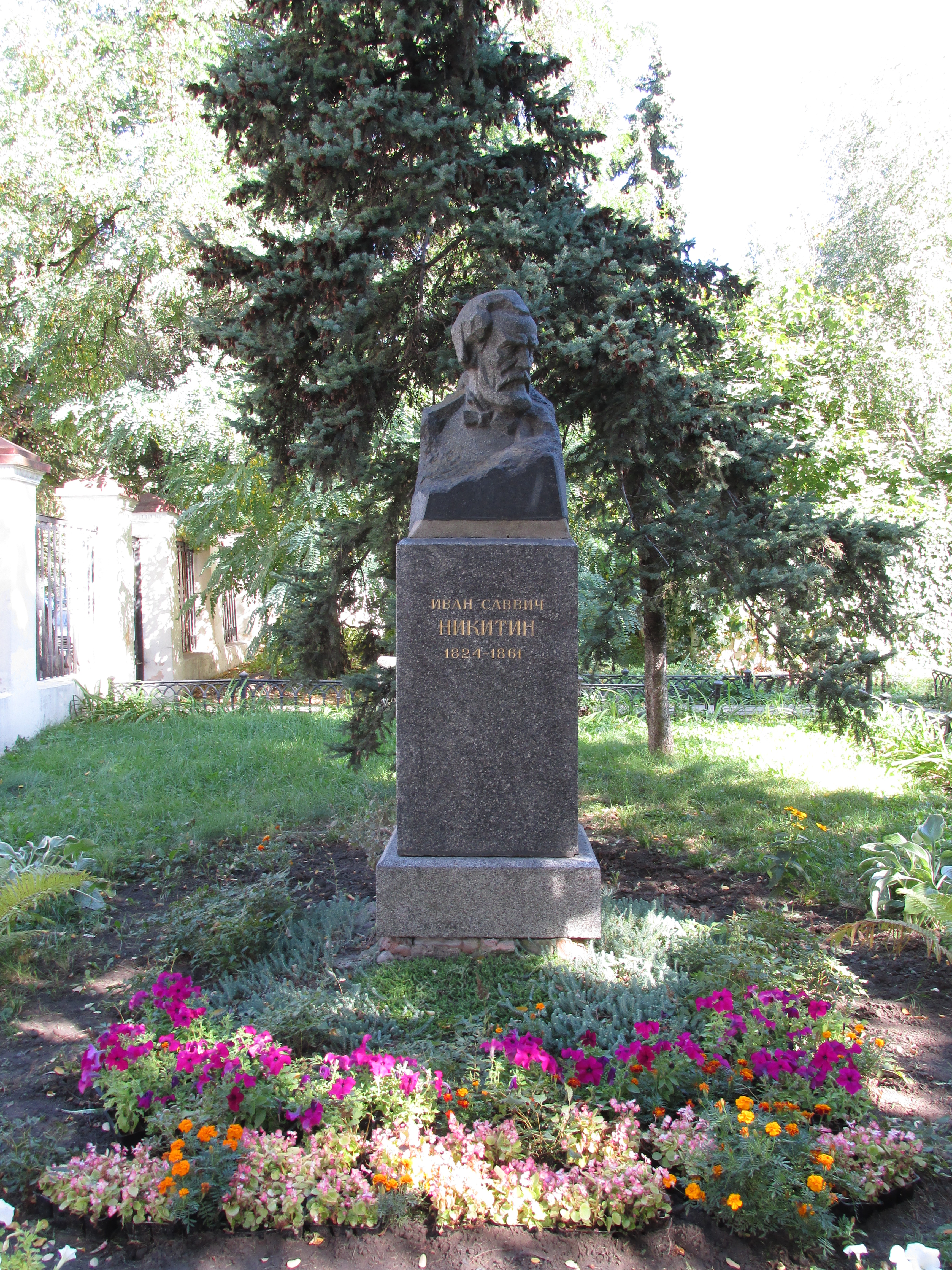
Бюст И. Никитина на территории музея
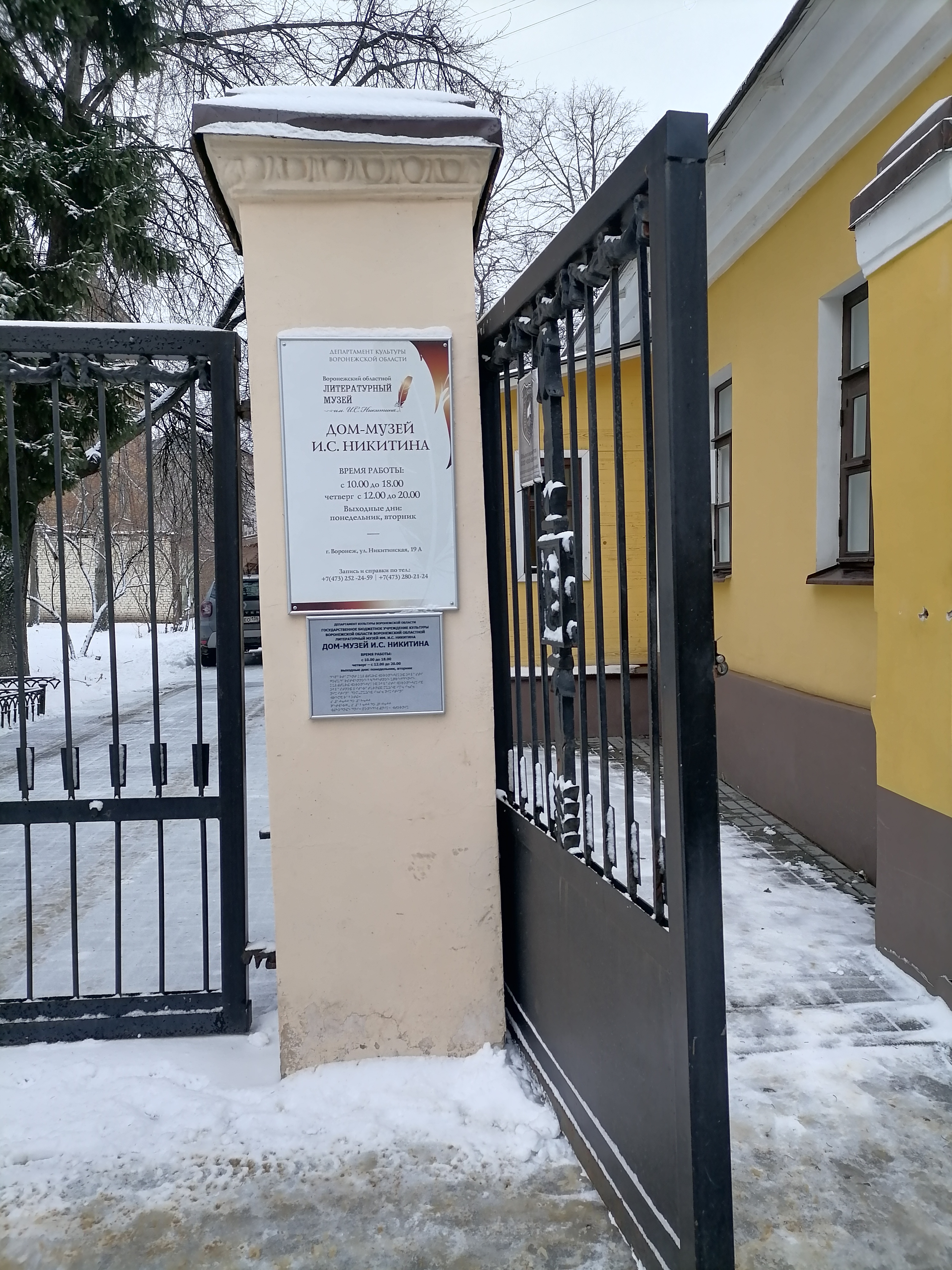
Вход в музей
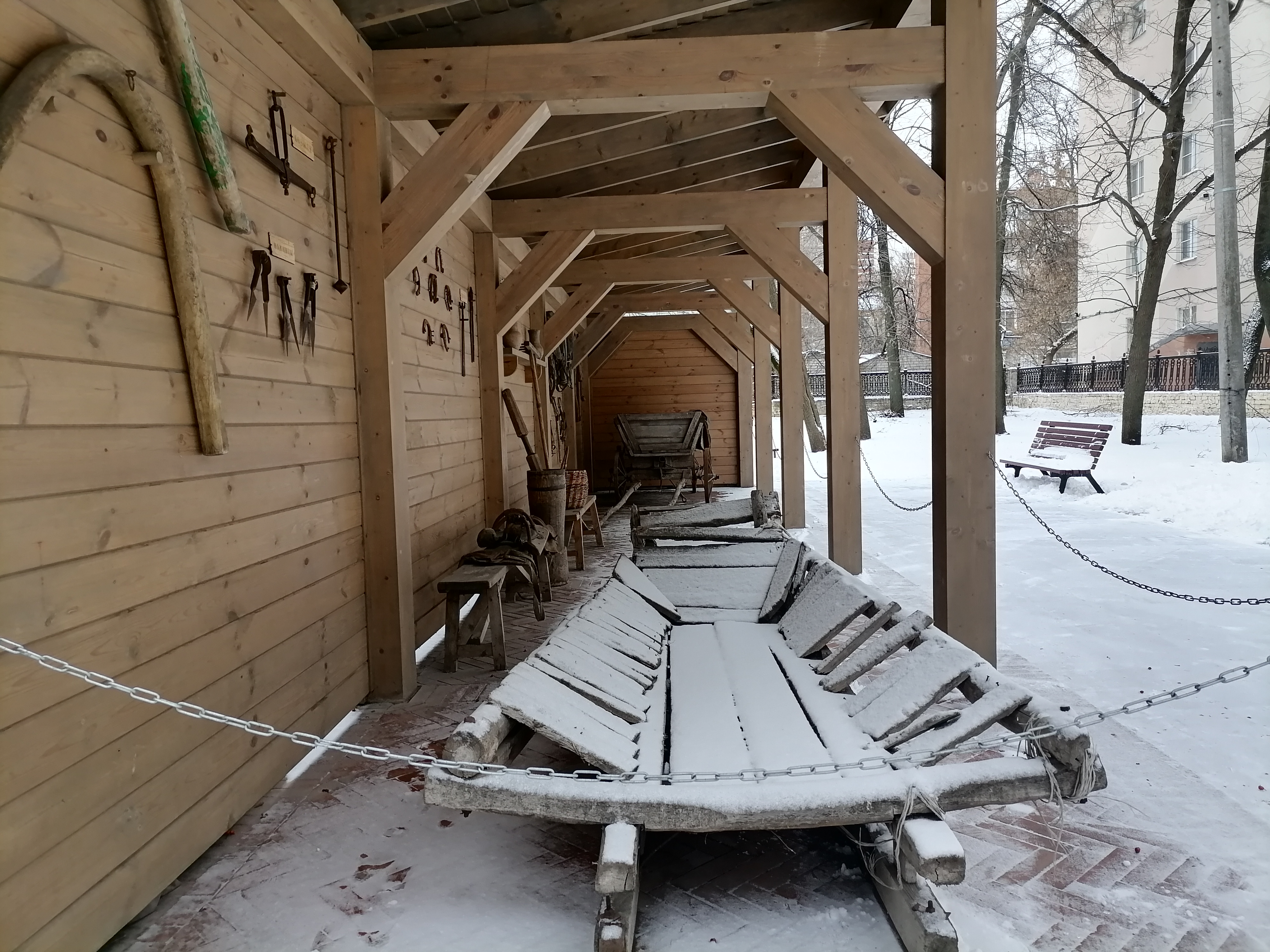
Экспозиция быта постоялого двора
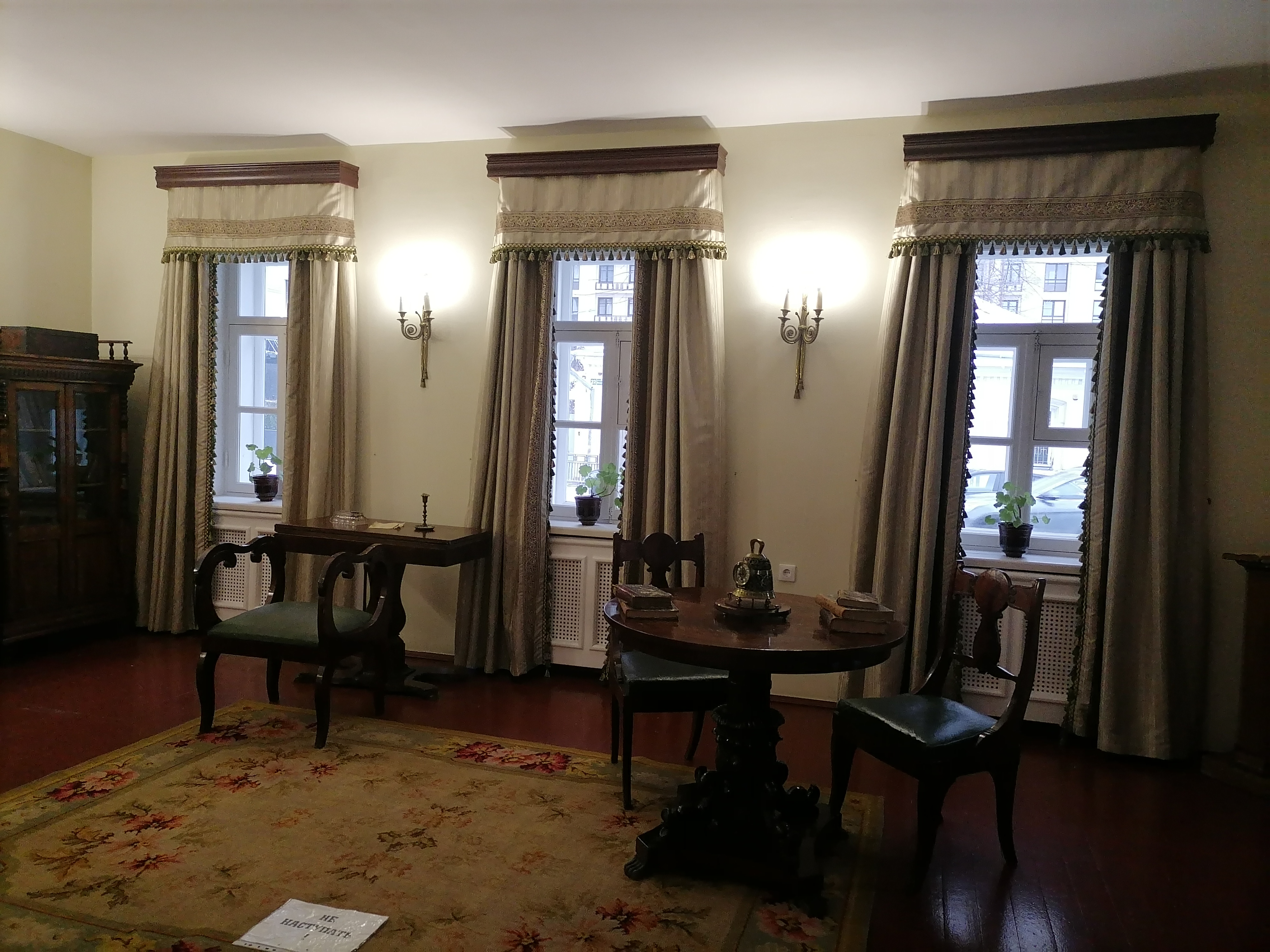
В мемориальной комнате поэта
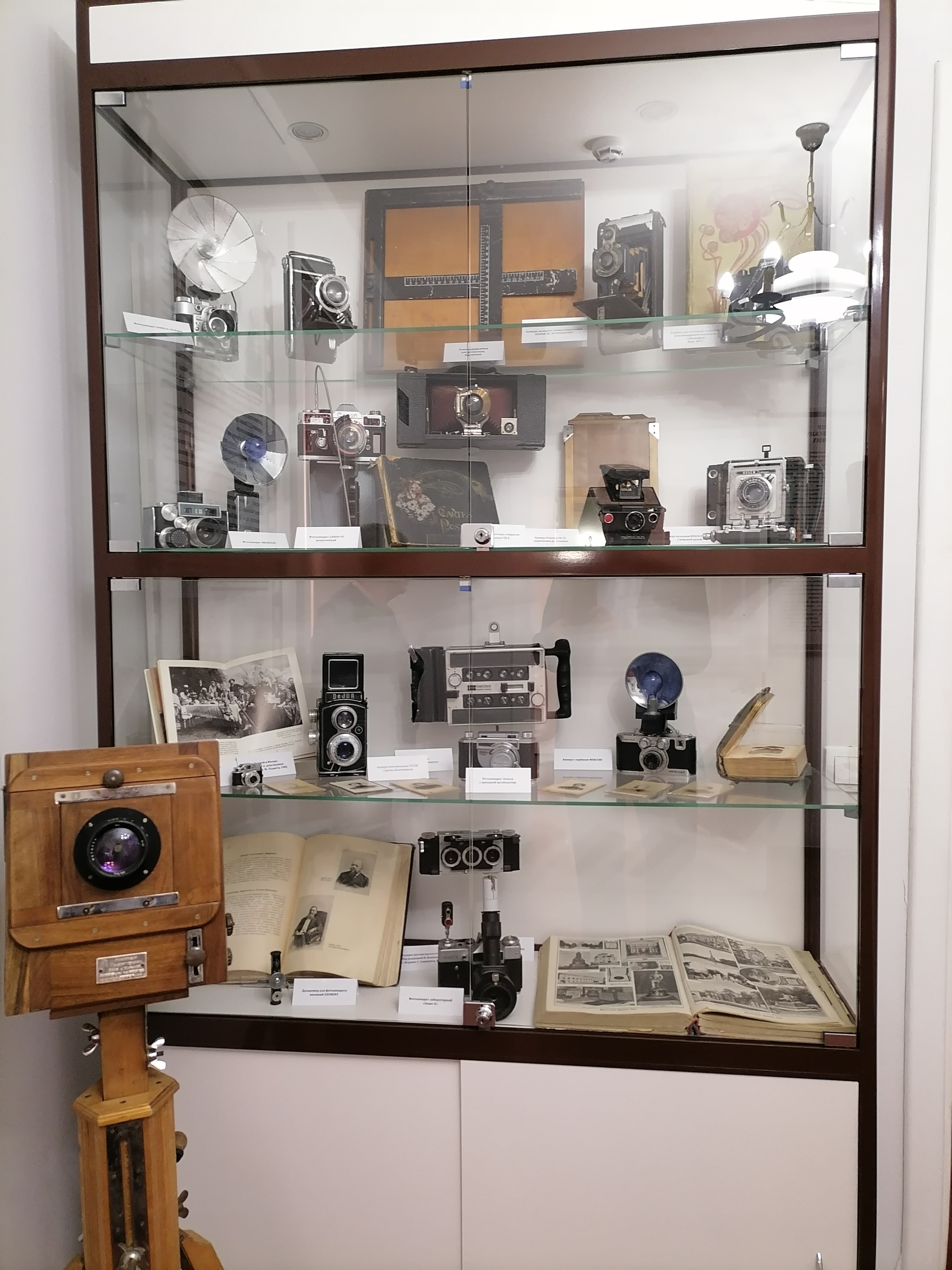
Временная экспозиция в музее